# El millor dia de la meva vida
El millor dia de la meva vida (títol original en francès: Le Plus Beau Jour de ma vie) és una pel·lícula francesa del 2005 dirigida per Julie Lipinski. Ha estat doblada al català.

## Argument
És a la trentena, parisenca, farmacèutica, i té un problema: els seus amics propers es casen. Malgrat els aspectes ridículs del casament del qual sempre s'ha burlat, és un fet: A Lola li agradaria avui que Arthur li demanés la seva mà, amb disgust d'aquest últim, que sempre s'ha cregut a l'abric d'aquest gènere de peripècies. Però per la Lola, ja no hi ha alternativa: és el casament o la ruptura! Arthur rebutja cedir, la parella se separa… abans de trobar-se ferit per aquesta separació, Arthur es deixa llavors convèncer, però a condició que el seu casament sigui ben diferent dels altres. Vet aquí, doncs, Lola la crítica i Arthur l'inadaptat, sense real suport parental, sense suport financer, a la recerca d'un casament sumptuós i original.

## Repartiment
- Hélène de Fougerolles: Lola
- Jonathan Zaccaï: Arthur
- François Berléand: Valentin
- Michel Duchaussoy: Jacques
- Marisa Berenson: Barbara
- Stéphane Metzger: Théo
- Eva Darlan: Sylvaine
- Elise Larnicol: Claire
- Annelise Hesme: Andrea
- Alexandre Brasseur: Paul

## Crítica
- «Redimeix en la seva última mitja hora alguns dels mals acumulats al llarg de la resta del metratge. (...) els creadors acaben sent molt conseqüents amb el caràcter dels seus personatges».[3]